# ゲーツヘッドFC
ゲーツヘッド・フットボールクラブ（Gateshead Football Club）はイングランド、タインアンドウィア州、ゲーツヘッド区を本拠地とするサッカークラブチームである。2012-2013シーズンはカンファレンス・ナショナル（5部相当）に所属。

## チーム設立までの経緯
前身のチームは1899年にサウス・シールズに本拠地を置くチームとして設立。1919-20シーズンに初めてフットボールリーグに参加した。1930年にゲーツヘッドへと本拠地を移動し、ゲーツヘッドAFCと名前を改めた。1959-60シーズンにフットボールリーグから降格。1973年に解散した。
一方、サウス・シールズには1936年に新たにクラブが設立された。しかし1974年にゲーツヘッドAFCの解散に伴いゲーツヘッドに本拠地を移転。ゲーツヘッド・ユナイテッドFCとしてゲーツヘッドを本拠地にするクラブとなった。しかし1977年に解散。その後、ゲーツヘッドFC(本項で述べられているチーム)が設立された。
またサウス・シールズには1974年に新たにサウス・シールズFCが設立された。フットボールリーグに所属したゲーツヘッドAFCには後継クラブが2つ存在することになった。

## タイトル

### 国内タイトル
- ノーザンプレミアリーグ・プレミアディヴィジョン:2回

1982-1983,1985-1986
- リーグ・チャレンジシールド:1回

1985-1986

### 国際タイトル
- なし